# Arquiteòria
Arquiteòria (en grec antic ἀρχιθέωρια) era el nom amb què es coneixien les funcions del ἀρχιθέωρος ("architéoros", literalment ambaixador o enviat als Jocs sagrats), un servei que organitzaven els atenencs, consistent en l'obligació de proveir ambaixades sagrades (θέωρος) a les Dèlia, els Jocs Sagrats de Delos.
Amb el temps s'havien perdut els festivals a Delos fins que els atenesos a la 88a Olimpíada, després de purificar l'illa, els van restaurar i hi van afegir curses de cavalls que abans no se celebraven. Atenes en va assumir el paper d'organitzadora, i, encara que hi participava tota la Jònia, tenien el paper més destacat. Els illencs i Atenes proporcionaven totes les víctimes i organitzaven els Jocs, però el director (ἀρχιθέωρος) que dirigia totes les solemnitats i tots els actes, era un atenenc, que a més controlava i supervisava el santuari que tenien en comú amb Delos, segons diu Plutarc.